# Walter Payton
Walter Jerry Payton (Columbia, 25 luglio 1953 – South Barrington, 1º novembre 1999) è stato un giocatore di football americano statunitense che ha giocato nel ruolo di running back per i Chicago Bears della National Football League (NFL) per 13 stagioni.
Walter Payton era conosciuto nella NFL come "Sweetness" (traduzione: dolcezza). È ricordato come uno dei più prolifici running back nella storia del football americano. Payton è stato nove volte selezionato per il Pro Bowl ed ha detenuto i record assoluti della NFL per maggior numero di yard corse, touchdown, portate, yard dalla linea di scrimmage, yard totali ed in molte altre categorie. È stato inserito nella Pro Football Hall of Fame nel 1993. Il giocatore ed allenatore della NFL Mike Ditka ha descritto Payton come il miglior giocatore di football che abbia mai visto ma che era ancora migliore come persona.

## Carriera professionistica

### 1975–1982
I Chicago Bears scelsero Payton nel corso del primo giro del Draft NFL 1975, come quarto assoluto. I Bears venivano da diverse stagioni perdenti dopo il ritiro dell'icona della squadra Gale Sayers nel 1972. La prima gara di Payton non fu un grande successo: egli fu tenuto a zero yard corse su 8 tentativi. La sua migliore prestazione della sua annata da rookie giunse nell'ultima gara della stagione contro i New Orleans Saints, quando corse 134 yard su 20 possessi. Payton terminò la stagione con 679 yard guadagnate su corsa e 7 touchdown.

### 1983–1986
I Bears faticarono a mettere insieme una squadra competitiva per più anni consecutivi, arrivando ai playoff solamente due volte dal suo arrivo. La mancanza di successi spinse i Bears a sostituire l'allenatore Neill Armstrong con Mike Ditka all'inizio della stagione 1982. Ditka, un tight end durante gli anni sessanta e settanta, già membro della Pro Football Hall of Fame, guidò i Bears a un record di 3–6 nella stagione 1982 accorciata dalla sciopero. L'anno successivo i Bears salirono a 8-8 e a 10–6 nel 1984. Payton corse più di 1.400 yard in entrambe le stagioni. Il 7 ottobre 1984, Payton superò lo storico record di Jim Brown di 12.312 yard corse in carriera. Nel 1985, Payton corse oltre 1.500 yard, contribuendo a rendere l'attacco dei Bears il secondo della lega. La difesa dei Bears di quella stagione si impose come una delle migliori della storia, stabilendo il primato per il minor numero di punti concessi.
I Bears conclusero la stagione regolare 1985 con un record di 15–1 che culminò con la vittoria 46-10 sui New England Patriots nel Super Bowl XX. Anche se Payton era stato fondamentale per l'attacco dei Bears durante quell'annata, i New England Patriots gli impedirono di raggiungere la end zone. Secondo il quarterback Jim McMahon, egli fu raddoppiato o triplicato dai difensori ad ogni giocata. In un'intervista successiva, Ditka affermò che la mancanza di un touchdown di Payton in quella gara fu uno dei suoi maggiori rimpianti.

### 1986−1987
Payton, nella lega ormai da 12 stagioni, corse 1.333 yard nella stagione 1986. I Bears vinsero la NFC Central ma persero contro i Washington Redskins 27–13 nel divisional round dei playoff. Alla fine della stagione 1986, Walter annunciò che la stagione 1987 sarebbe stata la sua ultima in carriera. Durante quell'annata coi Bears, Payton divise i possessi col suo successore, Neal Anderson, e corse solo per 533 yard. La carriera di Payton terminò con un'altra sconfitta coi Washington Redskins nel divisional round per 21–17 il 10 gennaio 1988. Nel corso della sua intera carriera, Payton corse 16.726 yard, un record NFL superato diversi anni dopo da Emmitt Smith, e segnò 110 touchdown. Ricevette inoltre 492 passaggi per 4.538 yard e altri 15 touchdown su ricezione. Payton stabilì diversi primati di franchigia, compresi maggior numero di yard corse in carriera, ricezioni e touchdown. Il suo numero di maglia fu ritirato dai Bears e fu inserito nella Pro Football Hall of Fame nel 1993. Nella sua carriera saltò una sola gara, nella sua stagione da rookie nel 1975.
Nel febbraio 1999, è stato annunciato che Payton aveva una rara malattia del fegato che gli ha causato un cancro al dotto biliare (colangiocarcinoma).
Nel novembre dello stesso anno, Walter Payton morì all'età di 46 anni per le complicazioni derivanti dalla sua malattia.

## Palmarès

### Franchigia
- Super Bowl : 1

Chicago Bears: Super Bowl XX
- National Football Conference Championship: 1

Chicago Bears: 1985

### Individuale
- MVP della NFL: 1

1977
- Convocazioni al Pro Bowl: 9

1976, 1977, 1978, 1979, 1980, 1983, 1984, 1985, 1986
- First-Team All-Pro: 6

1977, 1978, 1979, 1980, 1984, 1985
- Second-Team All-Pro: 3

1976, 1983, 1986
- MVP del Pro Bowl: 1

1978
- Leader della NFL in touchdown su corsa: 1

1977
- Club delle 10.000 yard corse
- Formazione ideale della NFL degli anni 1970
- Formazione ideale della NFL degli anni 1980
- Formazione ideale del 75º anniversario della NFL
- Formazione ideale del 100º anniversario della NFL
- Numero 34 ritirato dai Chicago Bears
- Pro Football Hall of Fame
- College Football Hall of Fame
- Classificato al #5 tra i migliori cento giocatori di tutti i tempi da NFL.com

## Statistiche
ex record NFL
| Stat                                     | Stagione reg. | Playoff |
| ---------------------------------------- | ------------- | ------- |
| Yard corse                               | 16.726        | 632     |
| Touchdown su corsa                       | 110           | 2       |
| Corse tentate                            | 3.838         | 180     |
| Yard su ricezione                        | 4.538         | 178     |
| Touchdown su ricezione                   | 15            | 0       |
| Ricezioni                                | 492           | 22      |
| Yard dalla linea di scrimmage            | 21.264        | 810     |
| Yard totali escluse le yard su passaggio | 21.803        | 867     |
| Yard ricevute                            | 331           | 19      |
| Touchdown ricevuti                       | 8             | 1       |
| Gare giocate                             | 190           | 9       |